# Garbik pasiasty
Garbik pasiasty (Abudefduf saxatilis) - gatunek ryby promieniopłetwej z rodziny garbikowatych. 

## Występowanie
Żyjącej w tropikalnych wodach Atlantyku na głębokości do 20 m. Dorosłe osobniki występuje zwykle w pobliżu raf koralowych natomiast młode w Basenach pływowych. 

## Charakterystyka

### Wygląd
Długość ciała dochodzi do około 23 cm, jednak zazwyczaj osiąga do 15 cm. Występuje w odcieniach błękitu, a na boku mają 5 pionowych pasów, które są żółte lub czarne.

### Styl życia
Pływają w ławicach często przekraczających kilkaset osobników. Żywią się algami, skorupiakami oraz larwami bezkręgowców.